# Байор, Пётр
Пётр Байор (пол. Piotr Bajor; род. 16 февраля 1960) — польский актёр театра, кино, радио и телевидения, также актёр озвучивания.

## Биография
Пётр Байор родился в Ополе. Актёрское образование получил в Театральной академии им. А. Зельверовича в Варшаве, которую окончил в 1984 году. Дебютировал в театре в 1983 году в Варшаве. Актёр варшавских театров. Выступает в спектаклях «театра телевидения» с 1985 и «театра Польского радио» с 1991 года.
Его отец — актёр театра кукол Рышард Байор, брат — актёр и певец Михал Байор, жена — актриса Эва Доманьская.

## Избранная фильмография

### актёр
- 1980 — Рысь / Ryś
- 1981 — Лимузин Даймлер-Бенц / Limuzyna Daimler-Benz
- 1985 — Дом сумасшедших / Dom wariatów
- 1985 — Девушки из Новолипок / Dziewczęta z Nowolipek
- 1985 — Райская яблоня / Rajska jabłoń
- 1986 — Интимный дневник грешника, написанный им о себе / Osobisty pamiętnik grzesznika przez niego samego spisany
- 1990 — Лесьмян / Leśmian
- 1992 — Перстенёк с орлом в короне / Pierścionek z orłem w koronie
- 2005 — Безумцы / Szaleńcy
- 2006 — Мальчик на скачущем коне / Chłopiec na galopującym koniu
- 2010 — Не в этом человеке / Nie ten człowiek

### озвучивание
- польские мультфильмы и документальные фильмы с 1996 г.
- польский дубляж: Люди Икс: Эволюция, Охотники за монстрами, Утиные истории, Эй, Арнольд!

## Признание
- 1983 — Награда им. Збигнева Цибульского.